# Wappen der Stadt Krefeld
Das Wappen der Stadt Krefeld wurde am 3. Juli 1950 durch Ministerialerlass des Landes Nordrhein-Westfalen genehmigt. Bei dem Wappen handelt es sich um ein Allianzwappen aus den Stadtwappen der beiden Städte Krefeld und Uerdingen. Es wurde von dem Heraldiker Wolfgang Pagenstecher entworfen.
In Deutschland haben die Städte Lübeck (1369) und dann wohl Köln (1392) zuerst Wappen geführt. Oft entwickelte sich das Stadtwappen aus dem Stadt- oder dem Schöffensiegel, dem Wappen der Landesherren oder des Rittergutes. Als Symbol wählten viele rheinische Städte das Bild des Patrons der Kirche des Ortes. Andere übernahmen Attribute des Orts- oder Landesheiligen, so Uerdingen die Schlüssel des heiligen Petrus, des Schutzheiligen der ältesten Uerdinger Kirche und des Kurfürstentums Köln. Belegter Ursprung des Uerdinger Wappens ist sein großes Stadtsiegel von 1314 obwohl schon vorher Schöffen-Siegel mit dem Abbild des Petrus mit seinem Attribut, den beiden Schlüsseln oder nur zwei Schlüssel beurkundet sind.
Krefeld als Teil der Grafschaft Moers, besaß jahrhundertelang selbst kein offizielles Wappen, obschon ein Schöffensiegel von 1463 den heiligen Dionysius zeigt, den Bischofsstab in der Rechten, die Mitra in der Linken und zu seinen Füßen das Wappen des Landesherrn von Krefeld, des Grafen von Moers und Saarwerden. Von einem eigentlichen Stadtwappen kann man erst seit dem 9. Dezember 1854 sprechen, als der preußische König Friedrich Wilhelm IV. dem Oberbürgermeister Heinrich Ondereyck das Recht zum Tragen einer goldenen Amtskette mit dem Bilde des Stadtpatrons verlieh. Das Wappenbild lehnte sich eng an das Schöffensiegel von 1463 an.
Diese Darstellung des Wappens ist bis 1931 maßgebend geblieben. Gemäß Vertrag vom 25. April 1930 zur Gemeinschaftsstadt  Krefeld-Uerdingen am Rhein wurden die ab 1929 nebeneinanderstehenden Wappen der Städte Krefeld und Uerdingen vereinigt. Das neue, von Professor Hupp geschaffene Wappen zeigte in der oberen Hälfte des Schildes den heiligen Dionysius, wachsend, mit dem Krummstab in der Rechten und dem abgeschlagenen Haupt in der Linken, in der unteren Hälfte das Uerdinger Wappen mit den beiden Schlüsseln. Das Wappenschild der Grafen von Moers stand, historisch und damit auch heraldisch falsch, als Herzschild in der Mitte.
Am 22. Januar 1938 verlieh der Oberpräsident der Rheinprovinz der Stadt Krefeld-Uerdingen a. Rh., die einen Entwurf von Professor Richard Schwarzkopf vorgelegt hatte, ein neues Wappen, das „im gespaltenen Schild vorne in Gold den Moerser Balken, hinten das Uerdinger Wappen in den Farben blau-rot mit den beiden einander abgekehrten goldenen Schlüsseln“ zeigte. Die nationalsozialistische Stadtführung brach also mit der Tradition des Dionysiussymbols und fiel ebenso in den Fehler zurück, das Wappen der Grafschaft Moers als Krefelder Stadtwappen zu übernehmen.
Nach Ende der NS-Zeit sollte ein heraldisch korrektes Stadtwappen die beiden Stadtwappen von Krefeld und Uerdingen vereinigen. Das mit Ministerialerlass vom 3. Juli 1950 genehmigte Stadtwappen in heraldischer Mischform wurde von dem Heraldiker Wolfgang Pagenstecher entworfen. Der gespaltene Schild zeigt rechts in Silber den heiligen Dionysius mit Heiligenschein und rotem Ornat, den Bischofsstab in der Rechten, das abgeschlagene Haupt in der Linken, zu seinen Füßen ein goldenes Schildchen mit schwarzem Balken, links in blau über rot geteiltem Felde zwei abgewendete goldene Schlüssel, begleitet von silbernen Schilden mit schwarzen Balkenkreuzen.
Der abgeschlagene Kopf des heiligen Dionysius, der im dritten Jahrhundert erster Bischof des Bistums Paris und später fränkischer (französischer) Nationalheiliger wurde, deutet seinen Märtyrertod an. Das Moerser Landeswappen zu seinen Füßen erinnert an die frühere Zugehörigkeit von Stadt und Herrlichkeit Villa Krefeld zur Grafschaft Moers. Die kurkölnischen Schilde im Uerdinger Wappen weisen auf die Landesherrschaft des Kurfürsten von Köln über die Stadt Uerdingen hin und versinnbildlichen zugleich die Zugehörigkeit einiger Teile des alten Amtes Linn-Uerdingen zum heutigen Stadtgebiet.

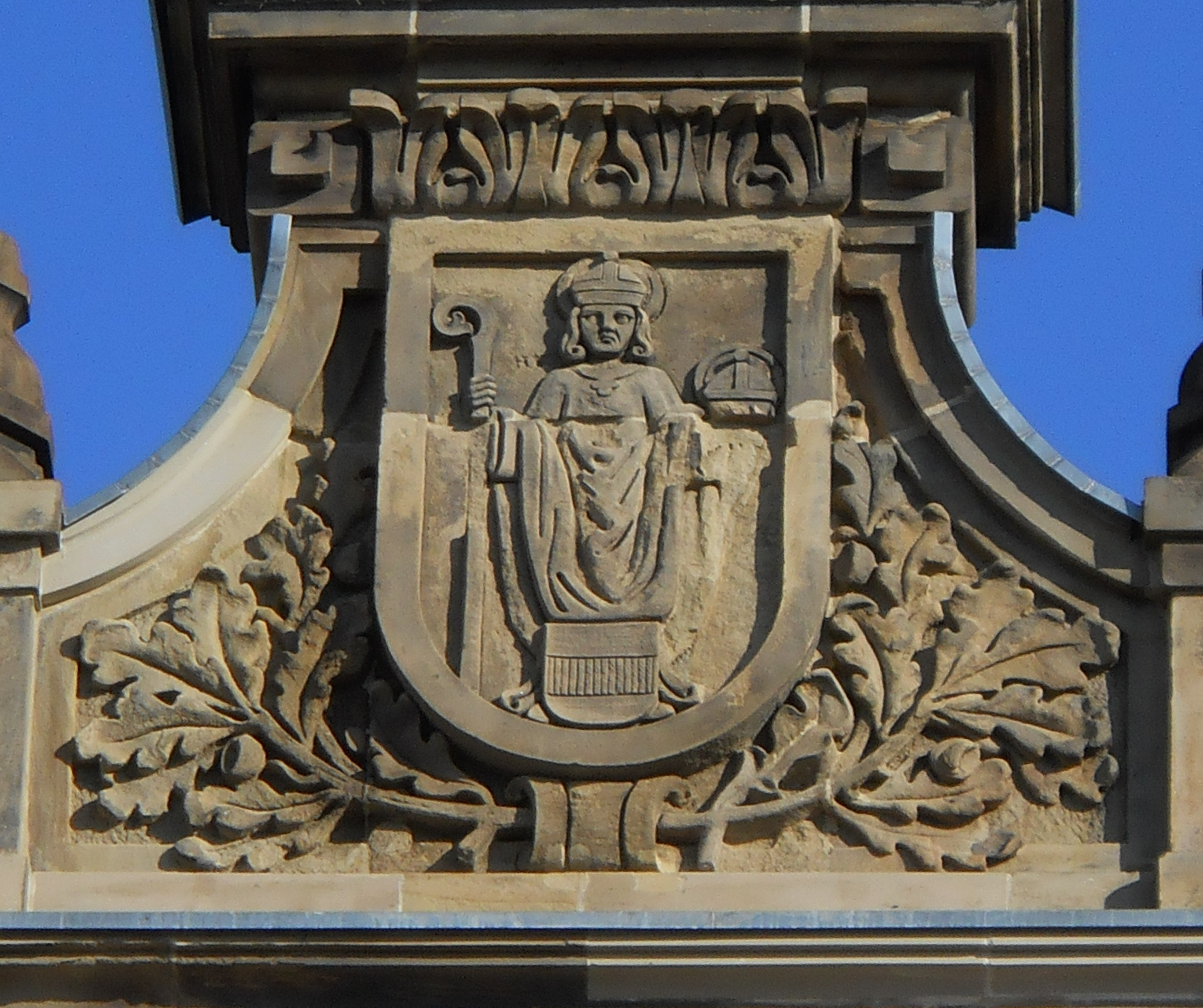
Das bis 1931 gültige Stadtwappen mit dem heiligen Dionysius, zu seinen Füßen der Schild mit dem Wappen der Grafschaft Moers
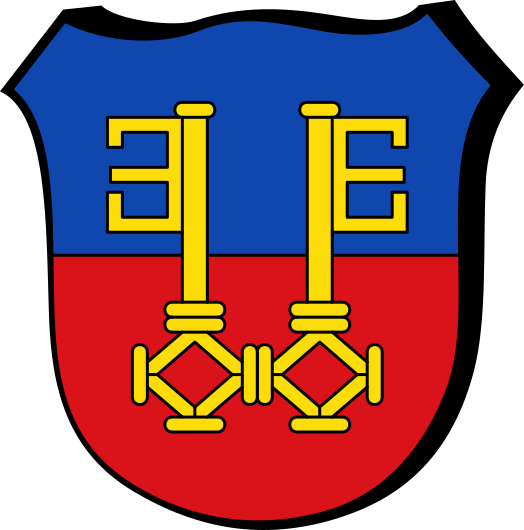
Wappen der Stadt Uerdingen bis 1931 mit den beiden Schlüsseln Petri zum Himmel (blau) und zur Hölle (rot)
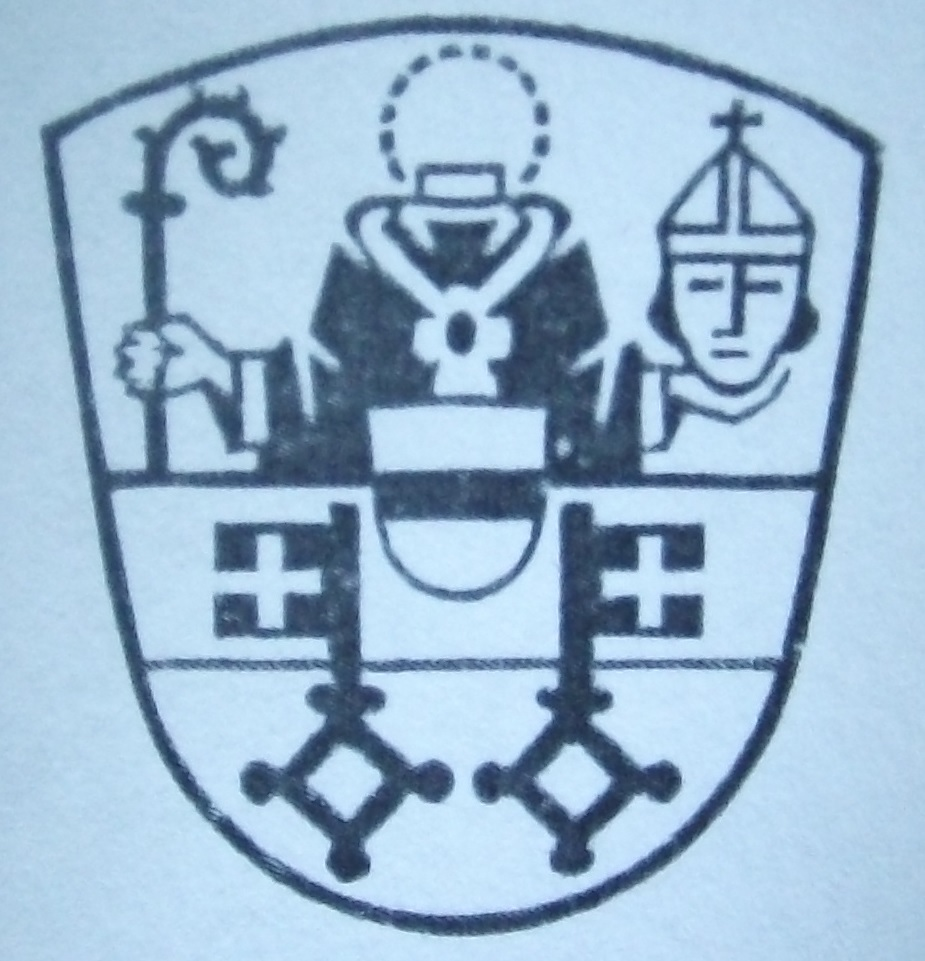
Wappen der Stadt Krefeld-Uerdingen a. Rh. nach einem Entwurf des Heraldikers Otto Hupp ab 1931
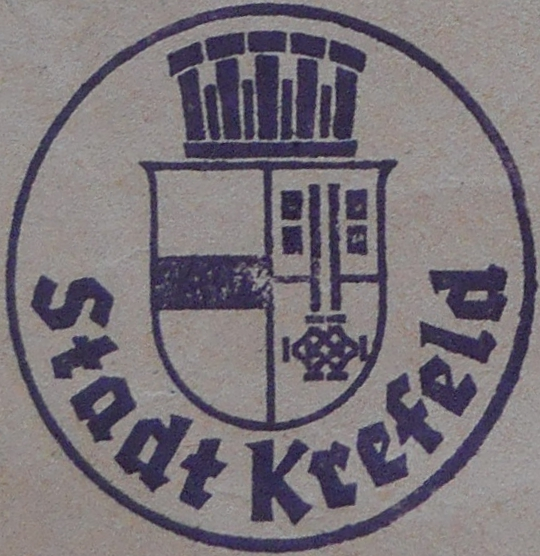
Dienstsiegel der Stadt Krefeld ab 1940 mit dem 1938 verliehenen Wappen
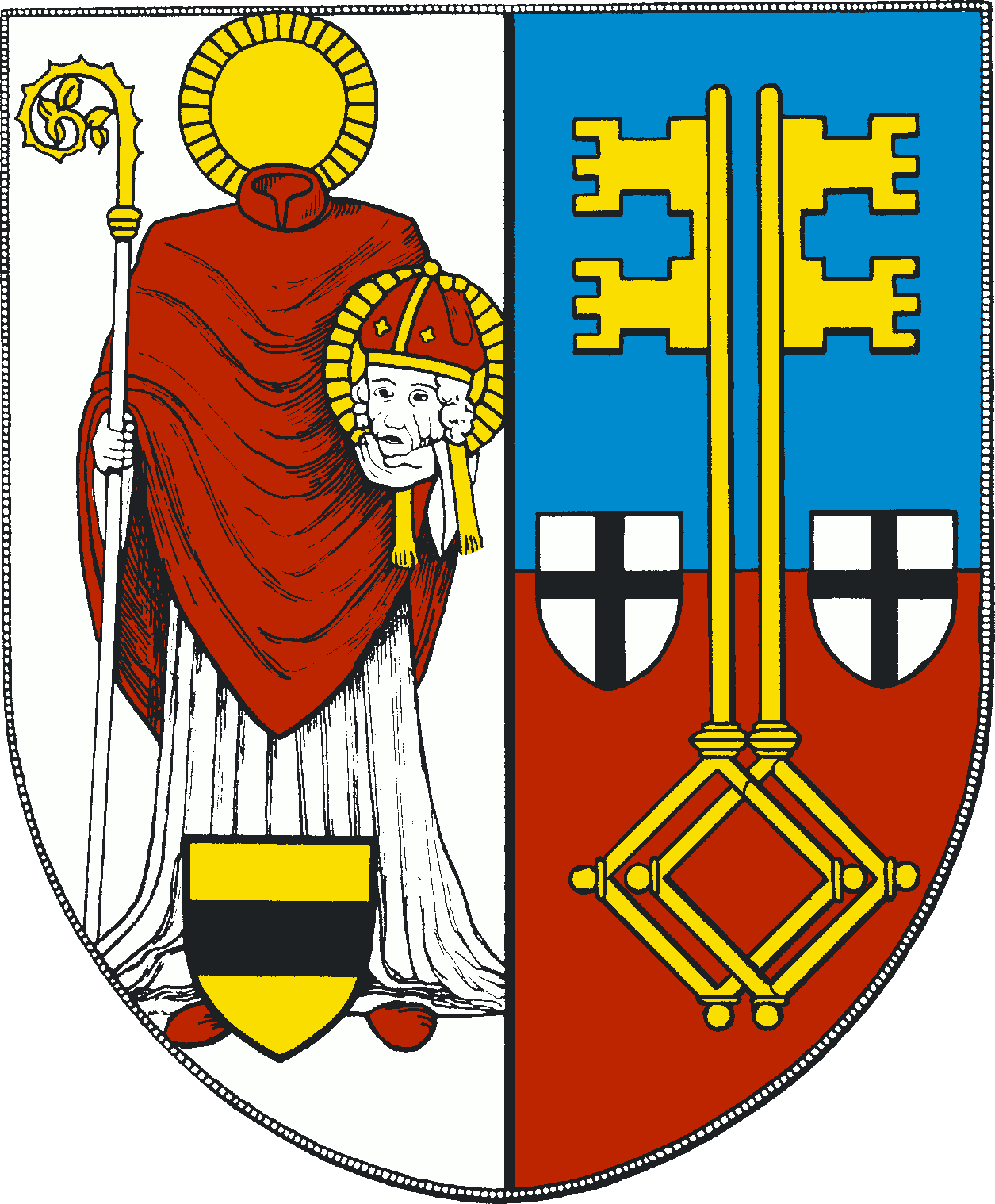
Aktuelles Wappen der Stadt Krefeld nach dem Entwurf des Heraldikers Wolfgang Pagenstecher
Vereinfachtes Wappen (Gebrauchswappen) der Stadt Krefeld nach dem Entwurf des Grafikers Theo Windges